# Onthophagus cineraceus
Onthophagus cineraceus là một loài bọ cánh cứng trong họ Bọ hung (Scarabaeidae).